# The Party Ain't Over 'til We Say So
Party Ain't Over 'til We Say So è la prima raccolta del gruppo musicale svedese Hardcore Superstar, pubblicata nel 2011.
La raccolta, oltre a brani provenienti dai precedenti album del gruppo, include il brano inedito We Don't Need a Cure.

## Tracce
1. We Don't Need a Cure – 4:17 – inedito
2. We Don't Celebrate Sundays – 3:50 – da Hardcore Superstar
3. Moonshine – 3:58 – da Split Your Lip
4. My Good Reputation – 4:03 – da Hardcore Superstar
5. Wild Boys – 3:56 – da Hardcore Superstar
6. Someone Special – 4:24 – da Bad Sneakers and a Piña Colada
7. Dreamin' in a Casket – 4:12 – da Dreamin' in a Casket
8. Into Debauchery – 3:05 – da Beg for It
9. Here Comes that Sick Bitch – 3:21 – da Split Your Lip
10. Last Call for Alcohol – 3:25 – da Split Your Lip
11. Beg for It – 3:57 – da Beg for It
12. Liberation – 3:55 – da Bad Sneakers and a Piña Colada
13. Bastards – 4:31 – da Dreamin' in a Casket
14. Medicate Me – 3:27 – da Dreamin' in a Casket
15. Standin' on the Verge – 4:48 – da Hardcore Superstar
16. Still I'm Glad – 2:55 – da No Regrets
17. Have You Been Around – 3:47 – da Bad Sneakers and a Piña Colada
18. Shame – 4:22 – da Thank You (For Letting Us Be Ourselves)
19. Honey Tongue – 3:20 – da No Regrets
20. Run To Your Mama – 4:58 – da Split Your Lip